# Nacionalismo rumano
El nacionalismo rumano es la teoría nacionalista que promueve la unidad cultural de los rumanos como nación. Su variante ultranacionalista es el unionismo rumano-moldavo y el nacionalcomunismo.

Bandera de Rumanía

Gran Rumanía

## Partidos nacionalistas en Rumanía

### Actuales
- Partido de la Gran Rumanía
- Nueva Derecha
- Partido Socialdemócrata
- Partido Socialista Rumano
- Partido del Movimiento Popular
- Alianza para la Unión de los Rumanos
- Partido Rumanía Unida
- Partido de la nacionalidad rumana
- Partido Nueva Generación
- Bloque de identidad nacional en Europa
- La alternativa correcta
- Alianza por la Patria
- Dacismo conservador autónomo
- El Partido de la Nación Rumana
- Fuerza de la Derecha

### Desaparecidos
- Partido Nacional Liberal (1875-1947)
- Partido Nacional Rumano (1881-1926)
- Partido Nacionalista Demócrata (1910-1925)
- Partido de los campesinos de Besarabia (1918-1923)
- Partido de la Unión Democrática (1919-1923)
- Fascio Nacional Rumano (1921-1923)
- Partido Comunista Rumano (1921-1989)
- Movimiento Cultural y Económico Nacional Italo-Rumano (1921-1923)
- Movimiento Nacional Fascista (1923-1930)
- Liga para la Defensa Nacional-Cristiana (1923-1935)
- Guardia de Hierro  (1927-1941)
- Partido Liberal Nacional-Brătianu (1930-1938)
- Partido Nacionalsocialista  (1932-1934)
- Cruzada del rumanismo (1934-1937)
- Frente Rumano (1935-1938)
- Partido Socialista del Trabajo (1990-2003)
- Partido de Unidad Nacional Rumana (1990-2006)
- Frente Democrático de Salvación Nacional (1992-1993)
- Partido Todo por el País (1993-2015)
- Partido Socialdemócrata  (1993-2001)
- Partido Popular - Dan Diaconescu (2011-2015)